# Maglor
Maglor, näst äldst av Fëanors sju söner. Romanfigur från J.R.R. Tolkiens Silmarillion.
Han var också Midgårds näst störste sångare (efter Daeron från Doriath). När Maedhros ville ta tillbaka silmarillerna med våld (efter Vredens krig) argumenterade Maglor emot denne. Dock gav han till slut efter, och han och Maedhros mördade silmarillernas väktare och flydde. Men Eonwë vägrade låta dräpa Fëanors söner, men silmarillerna brände båda bröderna med outhärdliga plågor (eftersom de inte längre hade rätten till silmarillerna och deras onda handlingar som orsakade det). Det slutade med att Maedhros kastade sig i en klyfta av glödande eld, medan Maglor sjöng i ånger ut över havet innan han slutligen kastade silmarillen i havet. På så sätt fick silmarillerna sina nuvarande platser*; en i havet, en i underjorden och en, som Eärendil har, i himlen. 